# Tournoi de tennis d'Anning
Le tournoi d'Anning (Chine), plus connu sous l'appellation de Kunming Open en référence à sa situation géographique, est un tournoi international de tennis féminin et masculin des circuits professionnels ITF Women's Circuit et Challenger créé en 2012.
Faisant d'abord partie du circuit ITF, le tournoi féminin est promu en catégorie WTA 125 lors de la saison 2018. Le tournoi masculin n'est pas reconduit après l'arrêt du circuit à la suite de l'épidémie de coronavirus. L'épreuve féminine est rétrogradée au niveau ITF.
Il est le principal tournoi chinois à se disputer sur terre battue.

## Palmarès messieurs

### Simple
| Année | Dotation                                            | Vainqueur                                           | Finaliste                                           | Score                                               |
| ----- | --------------------------------------------------- | --------------------------------------------------- | --------------------------------------------------- | --------------------------------------------------- |
| 2012  | 50 000 $ +H                                         | Grega Žemlja                                        | Aljaž Bedene                                        | 1-6, 7-5, 6-3                                       |
| 2013  | 50 000 $ +H                                         | Márton Fucsovics                                    | James Ward                                          | 7-5, 3-6, 6-3                                       |
| 2014  | 50 000 $ +H                                         | Alex Bolt                                           | Nikola Mektić                                       | 6-2, 7-5                                            |
| 2015  | 50 000 $ +H                                         | Franko Škugor                                       | Gavin Van Peperzeel                                 | 7-5, 6-2                                            |
| 2016  | 100 000 $                                           | Jordan Thompson                                     | Mathias Bourgue                                     | 6-3, 6-2                                            |
| 2017  | 150 000 $ +H                                        | Janko Tipsarević                                    | Quentin Halys                                       | 65-7, 6-3, 6-4                                      |
| 2018  | 150 000 $ +H                                        | Prajnesh Gunneswaran                                | Mohamed Safwat                                      | 5-7, 6-3, 6-1                                       |
| 2019  | 162 480 $                                           | Jay Clarke                                          | Prajnesh Gunneswaran                                | 6-4, 6-3                                            |
| 2020  | Tournoi annulé à cause de l'épidémie de coronavirus | Tournoi annulé à cause de l'épidémie de coronavirus | Tournoi annulé à cause de l'épidémie de coronavirus | Tournoi annulé à cause de l'épidémie de coronavirus |

### Double
| Année | Dotation                                            | Vainqueurs                                          | Finalistes                                          | Score                                               |
| ----- | --------------------------------------------------- | --------------------------------------------------- | --------------------------------------------------- | --------------------------------------------------- |
| 2012  | 50 000 $ +H                                         | Sanchai Ratiwatana Sonchat Ratiwatana               | Ruan Roelofse Kittipong Wachiramanowong             | 4-6, 7-61, [13-11]                                  |
| 2013  | 50 000 $ +H                                         | Victor Baluda Dino Marcan                           | Samuel Groth John-Patrick Smith                     | 65-7, 6-4, [10-7]                                   |
| 2014  | 50 000 $ +H                                         | Alex Bolt Andrew Whittington                        | Daniel Cox Gong Maoxin                              | 6-4, 6-3                                            |
| 2015  | 50 000 $ +H                                         | Bai Yan Wu Di                                       | Karunuday Singh Andrew Whittington                  | 6-3, 6-4                                            |
| 2016  | 100 000 $                                           | Bai Yan Riccardo Ghedin                             | Denys Molchanov Aleksandr Nedovyesov                | 4-6, 6-3, [10-6]                                    |
| 2017  | 150 000 $ +H                                        | Dino Marcan Tristan-Samuel Weissborn                | Steven de Waard Blaž Kavčič                         | 5-7, 6-3, [10-7]                                    |
| 2018  | 150 000 $ +H                                        | Aliaksandr Bury Lloyd Harris                        | Gong Maoxin Zhang Ze                                | 6-3, 6-4                                            |
| 2019  | 162 480 $                                           | Max Purcell Luke Saville                            | David Pel Hans Podlipnik-Castillo                   | 4-6, 7-5, [10-5]                                    |
| 2020  | Tournoi annulé à cause de l'épidémie de coronavirus | Tournoi annulé à cause de l'épidémie de coronavirus | Tournoi annulé à cause de l'épidémie de coronavirus | Tournoi annulé à cause de l'épidémie de coronavirus |

## Palmarès dames
D'autres tournois ITF de plus faible importance ont eu lieu à Anning mais leur palmarès n'est pas donné ici. Il s'agit du palmarès du tournoi principal organisé régulièrement à Anning.

### Simple
| No  | Date       | Nom et lieu du tournoi                              | Catégorie                                           | Dotation                                            | Surface                                             | Vainqueure                                          | Finaliste                                           | Score                                               |                                                     |
| --- | ---------- | --------------------------------------------------- | --------------------------------------------------- | --------------------------------------------------- | --------------------------------------------------- | --------------------------------------------------- | --------------------------------------------------- | --------------------------------------------------- | --------------------------------------------------- |
| I   | 28-04-2014 | , Anning                                            | ITF                                                 | 50 000 $                                            | Terre (ext.)                                        | Zheng Saisai                                        | Jovana Jakšić                                       | 6-2, 6-3                                            |                                                     |
| II  | 04-05-2015 | , Anning                                            | ITF                                                 | 75 000 $                                            | Terre (ext.)                                        | Zheng Saisai                                        | Han Xinyun                                          | 6-4, 3-6, 6-4                                       |                                                     |
| III | 02-05-2016 | , Anning                                            | ITF                                                 | 100 000 $                                           | Terre (ext.)                                        | Zhang Kai-Lin                                       | Peng Shuai                                          | 6-1, 0-6, 4-2 ab.                                   |                                                     |
| IV  | 24-04-2017 | Hotspring Peninsula ITF Women's Circuit, Anning     | ITF                                                 | 100 000 +H $                                        | Terre (ext.)                                        | Zheng Saisai                                        | Zarina Diyas                                        | 7-5, 6-4                                            |                                                     |
| 1   | 30-04-2018 | Bloomage International Kunming Open, Anning         | WTA 125                                             | 115 000 $                                           | Terre (ext.)                                        | Irina Khromacheva                                   | Zheng Saisai                                        | 3-6, 6-4, 7-65                                      | Tableau                                             |
| 2   | 22-04-2019 | Kunming Open, Anning                                | WTA 125                                             | 115 000 $                                           | Terre (ext.)                                        | Zheng Saisai                                        | Zhang Shuai                                         | 6-4, 6-1                                            | Tableau                                             |
|     | 2020-2022  | Tournoi annulé à cause de l'épidémie de coronavirus | Tournoi annulé à cause de l'épidémie de coronavirus | Tournoi annulé à cause de l'épidémie de coronavirus | Tournoi annulé à cause de l'épidémie de coronavirus | Tournoi annulé à cause de l'épidémie de coronavirus | Tournoi annulé à cause de l'épidémie de coronavirus | Tournoi annulé à cause de l'épidémie de coronavirus | Tournoi annulé à cause de l'épidémie de coronavirus |
| V   | 08-08-2023 | Kunming Open, Anning                                | ITF                                                 | 40 000 $                                            | Terre (ext.)                                        | Gao Xinyu                                           | Wei Sijia                                           | 6-3, 7-62                                           |                                                     |
| VI  | 14-05-2024 | Kunming Open, Anning                                | ITF                                                 | 40 000 $                                            | Terre (ext.)                                        | Shi Han                                             | Li Zongyu                                           | 6-4, 6-3                                            |                                                     |

### Double
| No  | Date       | Nom et lieu du tournoi                              | Catégorie                                           | Dotation                                            | Surface                                             | Vainqueures                                         | Finalistes                                          | Score                                               |                                                     |
| --- | ---------- | --------------------------------------------------- | --------------------------------------------------- | --------------------------------------------------- | --------------------------------------------------- | --------------------------------------------------- | --------------------------------------------------- | --------------------------------------------------- | --------------------------------------------------- |
| I   | 28-04-2014 | Anning                                              | ITF                                                 | 50 000 $                                            | Terre (ext.)                                        | Han Xinyun Zhang Kai-Lin                            | Varatchaya Wongteanchai Zhang Ling                  | 6-4, 6-2                                            |                                                     |
| II  | 04-05-2015 | Anning                                              | ITF                                                 | 75 000 $                                            | Terre (ext.)                                        | Xu Yifan Zheng Saisai                               | Yang Zhaoxuan Ye Qiuyu                              | 7-5, 6-2                                            |                                                     |
| III | 02-05-2016 | Anning                                              | ITF                                                 | 100 000 $                                           | Terre (ext.)                                        | Wang Yafan Zhang Kai-Lin                            | Varatchaya Wongteanchai Yang Zhaoxuan               | 63-7, 7-62, [10-1]                                  |                                                     |
| IV  | 24-04-2017 | Hotspring Peninsula ITF Women's Circuit Anning      | ITF                                                 | 100 000 +H $                                        | Terre (ext.)                                        | Han Xinyun Ye Qiuyu                                 | Prarthana Thombare Xun Fangying                     | 6-2, 7-5                                            |                                                     |
| 1   | 30-04-2018 | Bloomage International Kunming Open Anning          | WTA 125                                             | 115 000 $                                           | Terre (ext.)                                        | Dalila Jakupović Irina Khromacheva                  | Guo Hanyu Sun Xuliu                                 | 6-1, 6-1                                            | Tableau                                             |
| 2   | 22-04-2019 | Kunming Open Anning                                 | WTA 125                                             | 115 000 $                                           | Terre (ext.)                                        | Peng Shuai Yang Zhaoxuan                            | Duan Ying-Ying Han Xinyun                           | 7-5, 6-2                                            | Tableau                                             |
|     | 2020-2022  | Tournoi annulé à cause de l'épidémie de coronavirus | Tournoi annulé à cause de l'épidémie de coronavirus | Tournoi annulé à cause de l'épidémie de coronavirus | Tournoi annulé à cause de l'épidémie de coronavirus | Tournoi annulé à cause de l'épidémie de coronavirus | Tournoi annulé à cause de l'épidémie de coronavirus | Tournoi annulé à cause de l'épidémie de coronavirus | Tournoi annulé à cause de l'épidémie de coronavirus |